# Барышники (Нижегородская область)
 Барышники  — деревня в Шарангском районе Нижегородской области в составе Старорудкинского сельсовета.

## География
Расположена на расстоянии примерно 23 км на юг от районного центра посёлка Шаранга.

## История
Известна с 1873 года как починок Барышниковской, где дворов 14 и жителей 125, в 1905 50 и 373, в 1926 (деревня Барышники) 102 и 555, в 1950 98 и 334. Имеется фотообзор.

## Население
Постоянное население составляло 67 человек (русские 99 %) в 2002 году, 39 в 2010.